# Atlas (film)
Atlas är en amerikansk äventyrs- och actiondramafilm som hade premiär på Netflix den 24 maj 2024. Filmen är regisserad av Brad Peyton, efter ett manus skrivet av Aron Eli Coleite och Leo Sardarian.

## Handling
Filmen utspelar sig i framtiden och kretsar kring en AI-soldat som bestämt att det enda sättet att avsluta kriget är att göra slut på mänskligheten.

## Rollista (i urval)
- Jennifer Lopez – Atlas Shepherd
- Simu Liu
- Sterling K. Brown
- Mark Strong
- Abraham Popoola
- Lana Parrilla